# Flugvikt i grekisk-romersk stil i brottning vid olympiska sommarspelen 2000
Herrarnas brottningsturnering i grekisk-romersk stil i viktklassen flugvikt vid olympiska sommarspelen 2008 avgjordes den 24-26 september i Sydney i Sydney Convention and Exhibition Centre. 

## Medaljörer
| Klass    | Guld                   | Silver              | Brons                      |
| Flugvikt | Sim Kwon-Ho · Sydkorea | Lázaro Rivas · Kuba | Kang Yong-Gyun · Nordkorea |

## Resultat

### Förkortningar
- EF — Vinst genom förverkande, förloraren ej plancerad
- E2 — Båda brottarna diskvalificerade för brott mot reglerna
- EV — Diskvalifikation från samtliga tävlingar för brott mot reglerna
- EX — 3 varningar eller brott mot reglerna
- PA — Skada/uteblivande
- PO — Vinst efter poäng, förloraren utan teknik-poäng
- PP — Vinst efter poäng, förloraren med teknik-poäng
- SP — Teknisk överlägsenhet, 10 poängs skillnad, förloraren hade poäng
- ST — Teknisk överlägsenhet, 10 poängs skillnad, förloraren utan poäng
- TO — Vinst efter fall
- KP — Klassificeringspoäng
- TP — Tekniska poäng

### Utslagningsronder

#### Grupp 1
| Tävlande                     | Vunna | Förlorade | KP | TP |
| ---------------------------- | ----- | --------- | -- | -- |
| Alfred Ter-Mkrtychyan (GER)  | 2     | 0         | 6  | 8  |
| Aleksandre Tsertsvadze (GEO) | 1     | 1         | 3  | 4  |
| Tero Katajisto (FIN)         | 0     | 2         | 1  | 2  |

| Röd                    | Blå                    | KP     | TP  |
| ---------------------- | ---------------------- | ------ | --- |
| Alfred Ter-Mkrtychyan  | Aleksandre Tsertsvadze | 3-0 PO | 5-0 |
| Tero Katajisto         | Alfred Ter-Mkrtychyan  | 0-3 PO | 0-3 |
| Aleksandre Tsertsvadze | Tero Katajisto         | 3-1 PP | 4-2 |

#### Grupp 2
| Tävlande                  | Vunna | Förlorade | KP | TP |
| ------------------------- | ----- | --------- | -- | -- |
| Sim Kwon-Ho (KOR)         | 2     | 0         | 7  | 12 |
| Raqymzjan Äsembekov (KAZ) | 1     | 1         | 5  | 9  |
| Dariusz Jabłoński (POL)   | 0     | 2         | 0  | 2  |

| Röd                 | Blå                 | KP     | TP   |
| ------------------- | ------------------- | ------ | ---- |
| Dariusz Jabłoński   | Sim Kwon-Ho         | 0-4 ST | 0-10 |
| Raqymzjan Äsembekov | Dariusz Jabłoński   | 4-0 TO | 4:14 |
| Sim Kwon-Ho         | Raqymzjan Äsembekov | 3-1 PP | 2-2  |

#### Grupp 3
| Tävlande             | Vunna | Förlorade | KP | TP |
| -------------------- | ----- | --------- | -- | -- |
| Wang Hui (CHN)       | 2     | 0         | 6  | 16 |
| Hassan Rangraz (IRI) | 1     | 1         | 4  | 10 |
| Petr Švehla (CZE)    | 0     | 2         | 2  | 5  |

| Röd            | Blå            | KP     | TP  |
| -------------- | -------------- | ------ | --- |
| Petr Švehla    | Wang Hui       | 1-3 PP | 3-8 |
| Hassan Rangraz | Petr Švehla    | 3-1 PP | 8-2 |
| Wang Hui       | Hassan Rangraz | 3-1 PP | 8-2 |

#### Grupp 4
| Tävlande               | Vunna | Förlorade | KP | TP |
| ---------------------- | ----- | --------- | -- | -- |
| Kang Yong-Gyun (PRK)   | 1     | 1         | 4  | 17 |
| Aleksej Sjevtsov (RUS) | 1     | 1         | 4  | 16 |
| Marian Sandu (ROU)     | 1     | 1         | 4  | 16 |

| Röd              | Blå              | KP     | TP   |
| ---------------- | ---------------- | ------ | ---- |
| Kang Yong-Gyun   | Marian Sandu     | 1-3 PP | 7-8  |
| Aleksej Sjevtsov | Kang Yong-Gyun   | 1-3 PP | 5-10 |
| Marian Sandu     | Aleksej Sjevtsov | 1-3 PP | 8-11 |

#### Grupp 5
| Tävlande                 | Vunna | Förlorade | KP | TP |
| ------------------------ | ----- | --------- | -- | -- |
| Andrij Kalasjnykov (UKR) | 3     | 0         | 11 | 30 |
| Uran Kalilov (KGZ)       | 2     | 1         | 7  | 13 |
| Mohamed Abou Elela (EGY) | 1     | 2         | 5  | 8  |
| Steven Mays (USA)        | 0     | 3         | 1  | 3  |

| Röd                | Blå                | KP     | TP   |
| ------------------ | ------------------ | ------ | ---- |
| Uran Kalilov       | Steven Mays        | 4-0 ST | 10-0 |
| Mohamed Abou Elela | Andrij Kalasjnykov | 1-4 SP | 2-16 |
| Uran Kalilov       | Mohamed Abou Elela | 3-1 PP | 3-1  |
| Steven Mays        | Andrij Kalasjnykov | 0-4 ST | 0-11 |
| Uran Kalilov       | Andrij Kalasjnykov | 0-3 PO | 0-3  |
| Steven Mays        | Mohamed Abou Elela | 1-3 PP | 3-5  |

#### Grupp 6
| Tävlande              | Vunna | Förlorade | KP | TP |
| --------------------- | ----- | --------- | -- | -- |
| Lázaro Rivas (CUB)    | 3     | 0         | 11 | 31 |
| Natiq Eyvazov (AZE)   | 2     | 1         | 8  | 14 |
| Ercan Yıldız (TUR)    | 1     | 2         | 4  | 16 |
| Jonathan Pellew (NZL) | 0     | 3         | 0  | 0  |

| Röd             | Blå             | KP     | TP   |
| --------------- | --------------- | ------ | ---- |
| Ercan Yıldız    | Lázaro Rivas    | 0-4 ST | 0-10 |
| Jonathan Pellew | Natig Eyvazov   | 0-4 ST | 0-10 |
| Ercan Yıldız    | Jonathan Pellew | 4-0 ST | 16-0 |
| Lázaro Rivas    | Natig Eyvazov   | 3-1 PP | 6-1  |
| Ercan Yıldız    | Natig Eyvazov   | 0-3 PO | 0-3  |
| Lázaro Rivas    | Jonathan Pellew | 4-0 ST | 15-0 |

### Utslagningsträd
|  | Kvartsfinaler               | Kvartsfinaler        |                   |                          | Semifinaler          | Semifinaler |  |  | Final | Final |
|  |                             |                      |                   |                          |                      |             |  |  |       |       |
|  | 25 september                |                      |                   |                          |                      |             |  |  |       |       |
|  |                             |                      |                   |                          |                      |             |  |  |       |       |
|  | Alfred Ter-Mkrtychyan (GER) | 4                    |                   |                          |                      |             |  |  |       |       |
|  | Alfred Ter-Mkrtychyan (GER) | 4                    | 25 september      |                          |                      |             |  |  |       |       |
|  | Sim Kwon-Ho (KOR)           | 6                    |                   |                          |                      |             |  |  |       |       |
|  | Sim Kwon-Ho (KOR)           | 6                    | Sim Kwon-Ho (KOR) | 10                       |                      |             |  |  |       |       |
|  |                             |                      | Sim Kwon-Ho (KOR) | 10                       |                      |             |  |  |       |       |
|  |                             | Kang Yong-Gyun (PRK) | 0                 |                          |                      |             |  |  |       |       |
|  | Wang Hui (CHN)              | Kang Yong-Gyun (PRK) | 0                 | 5                        |                      |             |  |  |       |       |
|  | Wang Hui (CHN)              |                      | 26 september      | 5                        |                      |             |  |  |       |       |
|  | Kang Yong-Gyun (PRK)        | 10                   |                   |                          |                      |             |  |  |       |       |
|  | Kang Yong-Gyun (PRK)        | 10                   | Sim Kwon-Ho (KOR) | 8                        |                      |             |  |  |       |       |
|  |                             |                      | Sim Kwon-Ho (KOR) | 8                        |                      |             |  |  |       |       |
|  |                             | Lázaro Rivas (CUB)   | 0                 |                          |                      |             |  |  |       |       |
|  | Andrij Kalasjnykov (UKR)    | Lázaro Rivas (CUB)   | 0                 |                          |                      |             |  |  |       |       |
|  |                             |                      |                   |                          |                      |             |  |  |       |       |
|  | Bye                         |                      |                   |                          |                      |             |  |  |       |       |
|  | Andrij Kalasjnykov (UKR)    | 0                    | Bronsmatch        | Bronsmatch               |                      |             |  |  |       |       |
|  | Andrij Kalasjnykov (UKR)    | 0                    | Bronsmatch        | Bronsmatch               |                      |             |  |  |       |       |
|  |                             | Lázaro Rivas (CUB)   | 11                |                          |                      |             |  |  |       |       |
|  | Lázaro Rivas (CUB)          | Lázaro Rivas (CUB)   | 11                |                          | Kang Yong-Gyun (PRK) | 7           |  |  |       |       |
|  | Lázaro Rivas (CUB)          |                      |                   |                          | Kang Yong-Gyun (PRK) | 7           |  |  |       |       |
|  | Bye                         |                      |                   | Andrij Kalasjnykov (UKR) | 0                    |             |  |  |       |       |
|  | Bye                         |                      |                   | Andrij Kalasjnykov (UKR) | 0                    |             |  |  |       |       |
|  |                             |                      |                   |                          |                      |             |  |  |       |       |
|  |                             |                      |                   |                          |                      |             |  |  |       |       |